# Rodrigo Otazu
Rodrigo Otazú (Villa Mercedes, Provincia de San Luis; 25 de noviembre de 1968) es un diseñador de joyas argentino. Es ampliamente reconocido como uno de los diseñadores de joyas más importantes del siglo XXI. Debe gran parte de su popularidad a su creaciones exclusivas para celebridades como Madonna, Sarah Jessica Parker, Britney Spears y Jennifer Lopez y a sus trabajos como diseñador de joyas de alta gama y accesorios, tanto para hombres como para mujeres.

## Orígenes
Se crio en la ciudad de Villa Mercedes, en la Provincia de San Luis, donde desde pequeño sintió que no podría cumplir sus sueños. Su padre era dueño de una agencia de publicidad, pero nunca tuvo una relación estrecha con él. Su relación con su madre, "Titi" Otazú, famosa presentadora de televisión argentina, era muy buena: «Me criticaron desde el día en que nací. No gustaba mi manera de vestir y mis actividades no tenían nada en común con las de los demás chicos de mi edad. A los 15 años en lugar de jugar al fútbol me divertía ayudando a mi mamá con la escenografía de su programa periodístico, y también la aconsejaba sobre cómo mejorar su look ante las cámaras».Ocampo, Silvina (24/03/03). «De artesano callejero a diseñador vip:
Rodrigo Otazú». 
A los 18 años, decidió viajar a España para realizar su sueño de convertirse en diseñador. Para su viaje llevó consigo sólo 50 dólares. El primer destino a donde fue a parar al salir de Argentina no fue cercano, nada menos que Australia. Allí permaneció un par de años, pero pronto se dio cuenta de que lo que de verdad llamaba su atención no estaba en medio de selvas o bosques, necesariamente, sino más bien en las grandes urbes: París, por su Torre Eiffel, o Londres, por su majestuosidad y su monumento histórico Big Ben.
Comenzó haciendo aros con chapitas de Coca-Cola y, como no tenía sus papeles al día, viajó a Grecia. Allí, en vez de esperar a que la gente se fijase en sus creaciones, comenzó a acercarse a los turistas para ofrecerles sus productos.
Cansado de escapar de la policía, partió rumbo a Australia.
Su próximo viaje lo llevó a Londres, donde no pudo instalarse por no poseer visa, por lo que se instaló en Ámsterdam: «Cuando me rebotaron en Londres, no sabía qué hacer. El primer avión que salía del aeropuerto iba para Amsterdam… y allí fui. Pasé doce meses terribles. Además, me sentía culpable por haber dejado Australia, donde estaba relativamente bien».
En Ámsterdam la vida no fue fácil, y comenzó a trabajar para una empresa que inflaba globos con gas. También comenzó como ayudante ad honorem en una agencia de modelos, donde un mannequin le ayudó a solicitar y conseguir la ciudadanía holandesa. A partir de ese momento su vida cambió radicalmente: «Mi vida social cambió completamente y hasta me ofrecieron vivir gratis en un viejo hospital deshabitado. Allá es muy común que el gobierno le pida a distintos ciudadanos que se instalen en edificios abandonados para cuidarlos y evitar que otras personas se asienten ilegalmente».
Allí comenzó nuevamente con sus creaciones de joyería: «Comencé a arreglar el lugar, a pintar las paredes y a decorarlo con muebles que la gente tiraba a la calle. Quedó espectacular, por fuera el edificio seguía siendo una ruina pero por dentro quedó algo súper moderno. Una vez que estuvo todo listo, puse manos a la obra y retomé la bijou».
En el hospital comenzó su showroom, recorrió las veinte casas de moda más importantes de Ámsterdam y comenzó a preparar colecciones para cada una de ellas: «Casi no dormía para cumplir con los pedidos. Descansaba dos o tres horas y volvía a armar cada collar. Fue agotador y maravilloso a la vez. Gustaba lo que hacía y vendía como loco. Me pasé todo un año a full».
Su fama internacional comenzó cuando la madre de la cantante Britney Spears, de viaje por Holanda, compró uno de los collares de Otazú. Pocas semanas después, los asistentes de la cantante pop se reunieron con el diseñador. Esto dio puntapié a su éxito internacional, haciendo que sus diseños, inspirados en el día a día, pudieran lucirse en los más prestigiosos escaparates a lo largo del mundo, y que las estrellas de Hollywood catalogasen sus joyas como "diseños nuevos, alejados de la vulgaridad".
Jean-Paul Gaultier, el diseñador francés que posee su propia marca tanto de ropa como en perfumes, le facilitó la oportunidad de participar en el vestuario de Madonna y de entablar relación con el famoso director de cine español Pedro Almodóvar. Otros diseñadores como el francés Christian Lacroix y el gibraltareño John Galliano también han buscado la creatividad del gaucho para sumar al vestuario de personalidades de la vida pública europea.
El secreto de las joyas de Otazú para encantar divas de Hollywood
Aunque Otazú acepta que en gran parte le debe el estar donde hoy se encuentra a "momentos de suerte", es decir estar en el momento justo y en el lugar apropiado, también reclama para sí la dedicación, y sobre todo, su creatividad.
“La hermosura de mi trabajo es la amplitud de posibilidades que tengo para hacer de lo imposible, lo posible. Algo que es único y que siempre depende del cliente y de que yo me divierta con lo que esté haciendo”, dijo a los medios de comunicación.

## Sex and the City
Con el estreno de la película Sex and the City 2, las joyas de Rodrigo Otazú entraron a la pantalla grande de la mano de Sarah Jessica Parker, Kim Cattrall, Kristin Davis y Cynthia Nixon, lo que reafirmó su status de joyero de las celebridades, ya que el impacto visual de las joyas en la película fue extremadamente comentado.

## Lady Gaga
La famosa cantante estadounidense Lady Gaga es conocida por sus atuendos fuera de lo común. En el año 2010 en los premios MTV Video Music Awards la cantante pop se presentó luciendo un vestido completamente hecho con carne y luciendo accesorios realizados con diamantes hechos por la firma Otazú. En su video Bad Romance sale luciendo también joyas del diseñador argentino.
Rodrigo Otazú trabajó nuevamente con Gaga en su nuevo disco en 2013 y 2014, llamado ARTPOP, y para el cual hizo tejes y joyas elaboradas. En 2013 trabajó con ella en el programa televisivo Saturday Night Live, donde vistió nuevamente a la diva.